# Mangodara (departamento)
Mangodara é um departamento ou comuna da província de Comoé no Burkina Faso. A sua capital é a cidade de Mangodara.
Em 1 de julho de 2018 tinha uma população estimada em 79677 habitantes.